# Дейміенсвілл (Іллінойс)
Дейміенсвілл (англ. Damiansville) — селище (англ. village) в США, в окрузі Клінтон штату Іллінойс. Населення — 564 особи (2020).

## Географія
Дейміенсвілл розташований за координатами 38°30′32″ пн. ш. 89°36′54″ зх. д. / 38.50889° пн. ш. 89.61500° зх. д. (38.508778, -89.615019).  За даними Бюро перепису населення США в 2010 році селище мало площу 2,13 км², уся площа — суходіл.

## Демографія
Згідно з переписом 2010 року, у селищі мешкала 491 особа в 164 домогосподарствах у складі 131 родини. Густота населення становила 231 особа/км².  Було 175 помешкань (82/км²).
Расовий склад населення:
| - 90,0 % — білих - 0,8 % — азіатів - 0,2 % — корінних американців - 5,1 % — осіб інших рас |

До двох чи більше рас належало 3,9 %. Частка іспаномовних становила 10,8 % від усіх жителів.
За віковим діапазоном населення розподілялося таким чином: 25,7 % — особи молодші 18 років, 63,3 % — особи у віці 18—64 років, 11,0 % — особи у віці 65 років та старші. Медіана віку мешканця становила 35,2 року. На 100 осіб жіночої статі у селищі припадало 110,7 чоловіків;  на 100 жінок у віці від 18 років та старших — 113,5 чоловіків також старших 18 років.
Середній дохід на одне домашнє господарство  становив 75 425 доларів США (медіана — 69 063), а середній дохід на одну сім'ю — 84 156 доларів (медіана — 76 563). Медіана доходів становила 50 313 долари для чоловіків та 33 958 доларів для жінок. За межею бідності перебувало 13,4 % осіб, у тому числі 14,4 % дітей у віці до 18 років та 0,0 % осіб у віці 65 років та старших.
Цивільне працевлаштоване населення становило 326 осіб. Основні галузі зайнятості: освіта, охорона здоров'я та соціальна допомога — 16,6 %, сільське господарство, лісництво, риболовля — 15,0 %, виробництво — 12,6 %.